# Plancktid
Plancktid, betecknat {\displaystyle t_{\text{P}}}, är en tidsenhet och en av de grundläggande Planckenheterna, ett måttenhetssystem som bygger på naturliga enheter. Plancktiden är cirka 5,4 x 10−44 sekunder.
Värdet på Plancklängden och Plancktiden kan beräknas utifrån tre fundamentala naturkonstanter: ljushastigheten, Plancks konstant samt gravitationskonstanten.

Plancktid definieras som:
{\displaystyle t_{\text{P}}={\frac {l_{\text{P}}}{c}}={\frac {\hbar }{m_{\text{P}}c^{2}}}={\sqrt {\frac {\hbar G}{c^{5}}}}}
där {\displaystyle G} är gravitationskonstanten, {\displaystyle \hbar } Diracs konstant och {\displaystyle c} ljusets hastighet i vakuum.
Dess värde är ungefär 5,391 06(32) × 10−44 sekunder.

Eller annorlunda uttryckt:
1 Plancktid = 0,000 000 000 000 000 000 000 000 000 000 000 000 000 000 053 910 6 sekunder.
Vid dessa ytterst minimala tider och längder blir kvantmekaniska effekter viktiga för att förstå hur gravitationskraften fungerar. Eftersom vi ännu inte har någon bra teori som förenar kvantmekaniken med gravitationsteorin (kallas även för Einsteins allmänna relativitetsteori), så sätter Plancktiden och Plancklängden just nu den yttersta gränsen för vad vi kan förstå med fysikens teorier.